# Dracontium purdieanum
Dracontium purdieanum är en kallaväxtart som först beskrevs av Heinrich Wilhelm Schott, och fick sitt nu gällande namn av Adolf Engler. Dracontium purdieanum ingår i släktet Dracontium och familjen kallaväxter. Inga underarter finns listade.